# Манзя
Манзя — посёлок в Богучанском районе Красноярского края России. Административный центр и единственный населённый пункт Манзенского сельсовета.

## История
В 1937 году, академиком Окладниковым, в районе Манзи, были открыты выбитые на скалах петроглифы, что может свидетельствовать о существовании в этих местах древнего поселения. Деревня Манзя была основана в 1624 году. В 1641 году на реке Манзя была основана одна из первых в границах Енисейского уезда соляных варниц.
В ходе Гражданской войны, зимой 1921—1922 гг., через деревню прошли отряды армии генерала Каппеля, ими был изъяты фураж, лошади и скот. В 1930 году в Манзе был создан колхоз им. К. Ворошилова. В сентябре 1933 года была открыта школа I ступени (с 1963 года — средняя школа).
В 1958 году был образован Манзенский лесхоз.

## География
Посёлок находится в северо-восточной части края, на левом берегу реки Ангара, вблизи места впадения в неё реки Манзя, на расстоянии приблизительно 63 километров (по прямой) к западу-северо-западу (WNW) от села Богучаны, административного центра района. Абсолютная высота — 134 метра над уровнем моря.

## Население
| 2010 | 2012  | 2013  | 2014  | 2015  | 2016  | 2017  |
| ---- | ----- | ----- | ----- | ----- | ----- | ----- |
| 2130 | ↘2049 | ↘1955 | ↘1881 | ↘1831 | ↘1788 | ↘1752 |

Гендерный состав
По данным Всероссийской переписи населения 2010 года в гендерной структуре населения мужчины составляли 49,2 %, женщины — соответственно 50,8 %.
Национальный состав
Согласно результатам переписи 2002 года, в национальной структуре населения русские составляли 94 % из 2456 чел.

## Инфраструктура
В посёлке функционируют средняя общеобразовательная школа, детский сад, участковая больница (филиал Богучанской районной больницы), библиотека, сельский дом культуры, детская школа искусств и отделение Почты России.

## Улицы
Уличная сеть посёлка состоит из 31 улицы и 1 переулка.